# Bob Fosse
Robert Louis „Bob“ Fosse (23. června 1927, Chicago – 23. září 1987, Washington) byl americký divadelní a filmový režisér, tanečník, herec, choreograf a scenárista. Je mu připisován vynález tanečního stylu zvaného jazz dance. Za režii filmového muzikálu Kabaret z roku 1973 získal Oscara a cenu BAFTA. Získal též devět cen Tony. Krom muzikálů (Pippin, Chicago, All That Jazz) natočil i ceněné životopisné snímky – Lenny o komikovi Lenny Bruceovi, s Dustinem Hoffmanem v hlavní roli, nebo Star 80 o zavražděné erotické modelce Dorothy Strattenové. Roku 1949 prvně vystoupil na Broadwayi. Byl proslulý užitím klobouků ve svých tanečních choreografiích.